# Resolució 2185 del Consell de Seguretat de les Nacions Unides
La Resolució 2185 del Consell de Seguretat de les Nacions Unides fou adoptada per unanimitat el 20 de novembre de 2014. El Consell decidí integrar plenament el treball policial en els mandats de les forces de manteniment de la pau de l'ONU. Al mateix temps, es va demanar als països que contribuïssin als components de la policia enviant més agents femenins.

## Contingut
El consentiment de les parts en un conflicte, la imparcialitat i la no usar violència, excepte per la defensa pròpia del mandat, eren essencials per a una operació de pau reeixida. Els serveis policials d'un país amfitrió solien ser el principal vincle entre govern i la societat en matèria de seguretat. L'aplicació de la llei, el càstig i la justícia, per tant, eren necessaris com a base per a una pau duradora i el desenvolupament nacional. El secretari general Ban Ki-moon va demanar que millorés la policia de les Nacions Unides desenvolupant directrius estàndard i processos de capacitació i avaluació.
El paper dels components policials de les forces de manteniment de la pau de l'ONU havia augmentat considerablement. Una de les tasques podria incloure ajudar el país amfitrió a reformar les seves pròpies forces policials, proporcionar suport operatiu i vigilar de forma immediata l'aplicació de la llei. També podria preveure que els agents de l'ONU ajudarien amb la detecció d'autors de crims greus contra el dret internacional. Es va decidir incloure de manera integral les tasques policials en els mandats de les forces de manteniment de la pau i les missions polítiques especials.
El secretari general havia anunciat una avaluació exhaustiva de les missions de pau i les missions polítiques especials. Es va demanar als països que aportaven agents de policia que hi enviessin més agents femenins i capacitessin a tots els agents per fer front a la violència sexual i la violència contra els nens.